# Alpha Sextantis
α Sextantis (Alpha Sextantis, kurz α Sex) ist mit einer scheinbaren Helligkeit von 4,49m der hellste Stern des nahe des Himmelsäquators gelegenen Sternbilds Sextant. Dennoch erscheint er dem bloßen Auge nur als weißlich schimmernder lichtschwacher Stern. Er ist ein Riesenstern der Spektralklasse A0 III. Nach Messungen der Raumsonde Gaia beträgt seine Entfernung von der Erde etwa 426 Lichtjahre. Dieser Wert ist allerdings mit einer erheblichen Messunsicherheit behaftet. Die Vorgängersonde Hipparcos maß eine wesentlich geringere Distanz von 283 Lichtjahren.
α Sex gehört zu den „Äquatorsternen“ des Himmels, da er derzeit nur etwa ein Drittel Grad südlich des Himmelsäquators liegt. Die Präzession der Erdachse bewirkt eine Verschiebung der Sternörter, sodass sich etwa α Sex bis im frühen 20. Jahrhundert noch nördlich des Himmelsäquators befand, diesen aber im Dezember 1923 passierte und nun auf dem Südsternhimmel positioniert ist.
Bei Zugrundelegung der von Hipparcos ermittelten Entfernung besitzt α Sex etwa die dreifache Sonnenmasse, den 3,8fachen Sonnendurchmesser sowie 120 Sonnenleuchtkräfte. Die effektive Temperatur seiner Chromosphäre beträgt ungefähr 10000 Kelvin. Die Häufigkeit seiner chemischen Elemente ähnelt jener der Sonne. Das Alter des Sterns wird auf etwa 300 Millionen Jahre geschätzt. Er nähert sich dem Ende seiner wasserstoffbrennenden Lebensphase und wird in rund 60 Millionen Jahren zu einem wesentlich helleren orangen Riesenstern werden.